# Раймс, Шонда
Шонда Раймс (англ. Shonda Rhimes; род. 13 января 1970, Чикаго, Иллинойс) — американская сценарист, режиссёр и продюсер, глава производственной студии ShondaLand. Она наиболее известна как создатель популярных телесериалов «Анатомия страсти» и его спин-оффа «Частная практика». В мае 2007 года Раймс была включена в список Time 100 в качестве одной из людей, которые помогают формировать мир. Она трижды была номинирована на премию «Эмми», а также получила награды «Гильдии продюсеров Америки» и «Гильдии сценаристов Америки» и выиграла пять премий NAACP. С 2012 по 2018 года Раймс также выпускала политический сериал «Скандал», с 2014 года — «Как избежать наказания за убийство», с 2016 года — «Улов».

## Ранняя жизнь
Раймс родилась в Чикаго, штат Иллинойс, в семье администратора университета и профессора колледжа. После окончания средней школы она получила степень бакалавра драматургии в Дартмутском колледже. Позже она продолжила изучать сценарное искусство переехав в Лос-Анджелес поступила в Университет Южной Калифорнии, который окончила со степенью магистра изобразительных искусств.

## Карьера

### 1995—2004. Начало карьеры
Закончив в начале девяностых обучение, Шонда Раймс, оказалась безработной сценаристкой в Голливуде и, чтобы свести концы с концами, работала на нескольких работах, в том числе и в психиатрическом учреждении. Сняв отмеченный наградами документальный фильм в 1995 году, три года спустя она дебютировала в качестве автора, режиссёра и продюсера независимой ленты «Цветение и вуали» с Джадой Пинкетт-Смит в главной роли. После она написала сценарий к телефильму канала HBO «Познакомьтесь с Дороти Дендридж» с Холли Берри. В 2001 году она написала сценарий к кинофильму «Перекрёстки», в котором дебютировала Бритни Спирс. Хотя фильм был негативно принят критиками, он был весьма успешен в прокате, собрав более 60 млн долларов. В 2004 году она выпустила фильм «Дневники принцессы 2: Как стать королевой», который собрал более 130 млн долларов в прокате.

### 2005 — настоящее время. Успех и признание

«Анатомия страсти» стала наибольшим успехом Раймс

Наибольшим успехом в карьере Шонды Раймс стал телесериал «Анатомия страсти», запущенный в начале 2005 года. Шоу принесло ей премию «Золотой глобус» за лучший телевизионный сериал — драма в 2006 году, а также номинации на «Эмми» за лучший драматический сериал в 2006 и 2007 и «Эмми» за лучший сценарий в 2006 годах и ряд других наград и номинаций. Сериал добился коммерческого успеха и благоприятных отзывов от критиков. Пилотный эпизод посмотрело 16,25 миллионов зрителей, а финал первого сезона достиг отметки в 22,22 миллиона. Второй и третий сезоны достигли ещё больших высот, со средней аудиторией сезона более 19 млн зрителей. При подборе актёров в проект Раймс использовала технику слепого кастинга, что привело к этническому разнообразию в актёрском ансамбле. Как позже сказала Раймс, все персонажи изначально были придуманы без расовых отличий, а обзавелись ими уже когда прошел кастинг, и были отобраны актёры на ту или иную роль. Рассказанная история от лица молодой женщины быстро стала популярна у зрителя и сериал быстро стал популярнее своего предшественника на канале — «Отчаянные домохозяйки», а после переноса с воскресенья на четверг регулярно становился самой популярной программой вечера.
Популярность сериала «Анатомия страсти» привела к запуску спин-оффа под названием «Частная практика», в центре сюжета которого находится доктор Эддисон Монтгомери (Кейт Уолш), премьера которого состоялась 27 сентября 2007 года. В сериале также снялись отмеченные премиями актёры в лице Эми Бреннеман и Одры Макдональд. Шоу просуществовало в эфире шесть сезонов.
Шонда Раймс создала пилот сериала «Внутри коробки» в 2010 году о работниках новостей, однако проект не получил зелёный свет на дальнейшее производство. В 2011 году она в качестве продюсера выпустила сериал «Без координат», который был закрыт после одного сезона, после чего продала каналу ещё одно своё шоу — политический триллер «Скандал» с Керри Вашингтон. Проект стал первой драмой на телевидении, в котором главную роль играет чёрная актриса. В начале 2012 года она создала историческую драму «Позолоченные Лилли», о семействе, живущем в 1895 году в Нью-Йорке. Несмотря на ранний интерес со стороны критиков и наличие таких актеров как Блайт Дэннер и Джон Бэрроумен, проект так и остался в стадии пилота из-за своей неформатности. В октябре 2012 года Раймс продала ещё один свой проект — научно-фантастическую драму Mila 2.0 о молодой женщине, которая узнает, что она робот-андроид.
В 2017 году для работы над новыми проектами Шонда начала сотрудничество с Netflix.

## Личная жизнь
У Раймс три приёмные дочери: Харпер Раймс (род. 2002), Эмерсон Пёрл Раймс (род. 1.02.2012) и Беккетт Раймс (род. 2013). Она воспитывает их сама. В 2015 году Шонда рассказала о том, как за последние два года похудела на 68 кг

## Фильмография
| Год       | Название                                                                             | В качестве | В качестве | В качестве |
| Год       | Название                                                                             | Режиссёр   | Сценарист  | Продюсер   |
| --------- | ------------------------------------------------------------------------------------ | ---------- | ---------- | ---------- |
| 1995      | Hank Aaron: Chasing the Dream                                                        | Да         | Нет        | Нет        |
| 1998      | Blossoms and Veils                                                                   | Да         | Да         | Да         |
| 1999      | Познакомьтесь с Дороти Дендридж / Introducing Dorothy Dandridge                      | Нет        | Да         | Нет        |
| 2002      | Перекрёстки / Crossroads                                                             | Нет        | Да         | Нет        |
| 2004      | Дневники принцессы 2: Как стать королевой / The Princess Diaries 2: Royal Engagement | Нет        | Да         | Нет        |
| с 2005    | Анатомия страсти / Grey’s Anatomy                                                    | Нет        | Да         | Да         |
| 2007—2013 | Частная практика / Private Practice                                                  | Нет        | Да         | Да         |
| 2009      | Inside the Box                                                                       | Нет        | Да         | Да         |
| 2009      | Seattle Grace: On Call                                                               | Нет        | Нет        | Да         |
| 2009      | Seattle Grace: Message of Hope                                                       | Нет        | Нет        | Да         |
| 2011      | Без координат / Off the Map                                                          | Нет        | Нет        | Да         |
| 2012      | Gilded Lilys                                                                         | Нет        | Да         | Да         |
| 2012—2018 | Скандал / Scandal                                                                    | Нет        | Да         | Да         |
| 2013      | / Mila 2.0                                                                           | Нет        | Да         | Да         |
| 2014—2020 | Как избежать наказания за убийство / How to Get Away with Murder                     | Нет        | Нет        | Да         |
| 2015      | Дым и зеркала / Smoke and Mirrors                                                    | Нет        | Нет        | Да         |
| 2016—2017 | Улов / The catch                                                                     | Нет        | Да         | Да         |